# Mistrzostwa Australii i Oceanii w Wielobojach Lekkoatletycznych 2015
Mistrzostwa Australii i Oceanii w Wielobojach Lekkoatletycznych 2015 – 5. edycja zawodów lekkoatletycznych, które odbyły się pomiędzy 8–10 maja w australijskim Cairns w stanie Queensland. Zawody były pierwszą odsłoną cyklu IAAF World Combined Events Challenge w sezonie 2015.

## Rezultaty
| Konkurencja:           | 1. miejsce    | Rezultat  | 2. miejsce  | Rezultat  | 3. miejsce       | Rezultat  |
| Dziesięciobój mężczyzn | Brent Newdick | 7140 pkt. | Aaron Booth | 6183 pkt. | Alex Mander      | 5919 pkt. |
| Siedmiobój kobiet      | Sarah Wood    | 5052 pkt. | Tori West   | 4841 pkt. | Merissa Colledge | 4186 pkt. |